# Sao chổi Hyakutake
Sao chổi Hyakutake (phát âm tiếng Nhật: [çakɯ̥take],chính thức chỉ định là C/1996 B2) là một sao chổi, được phát hiện vào ngày 31 tháng 1 năm 1996 bởi Hyakutake Yuji, một nhà thiên văn nghiệp dư từ nam Nhật Bản.. Sao chổi này  đã đi qua rất gần Trái Đất vào tháng 3 năm đó. Nó được mệnh danh là sao chổi lớn năm 1996; việc nó đi qua gần Trái Đất là một trong những pháp tiếp sao chổi gần nhất trong 200 năm trước. Hyakutake xuất hiện rất sáng trên bầu trời đêm và được nhìn thấy rộng rãi trên khắp thế giới. Sao chổi tạm thời vượt qua sao chổi Hale-Bopp được mong đợi nhiều, đang tiếp cận hệ Mặt trời bên trong vào thời điểm đó.
Các quan sát khoa học đối với sao chổi này đã dẫn đến một số khám phá. Điều ngạc nhiên nhất đối với các nhà khoa học sao chổi là phát hiện đầu tiên về phát xạ tia X từ sao chổi, được cho là do các hạt gió mặt trời ion hóa tương tác với các nguyên tử trung tính trong tình trạng đầu của sao chổi. Tàu vũ trụ Ulysses bất ngờ vượt qua đuôi của sao chổi với khoảng cách hơn 500 triệu kilomet (3,3 AU hoặc 3 × 108 mi) từ hạt nhân, cho thấy Hyakutake có đuôi dài nhất được biết đến cho một sao chổi.
Hyakutake là một sao chổi quỹ đạo dài. Trước hành trình gần đây nhất của nó thông qua Hệ Mặt trời, chu kỳ quỹ đạo của nó là khoảng 17.000 năm,  nhưng sự nhiễu loạn hấp dẫn của các hành tinh khổng lồ đã tăng lên đến 70.000 năm.